# The Best (альбом t.A.T.u.)
t.A.T.u. The Best — сборник избранных песен группы «Тату», выпущенный в 2006 году компанией Universal.

## Об альбоме
t.A.T.u. The Best издан в двух изданиях разной комплектации — CD-версии, в которую вошли 20 композиций, а также Deluxe-издании, в котором помимо CD-диска присутствовал DVD. Содержит одиннадцать клипов группы (из них 4 ремикса), видеоролики о создании клипов, ряд рекламных роликов и живое выступление группы на концерте Glam As You в Париже.
Сборник был выпущен 4 сентября 2006 года в Корее и Бразилии, 11 сентября в Европе, 27 сентября в Японии, 29 сентября в Германии и 10 октября в США и 7 ноября на ITunes Store.

## Отзывы критиков
Журнал BRAVO положительно оценил сборник, поставив максимальную оценку — 5 звёзд из 5 возможных. Рецензент уверяет, что пластинку The Best должен приобрести каждый уважающий себя фанат группы, поскольку t.A.T.u. — это символ, государственная ценность которого приравнивается к нефти.
Они прошли через продюсерские скандалы, крах коммерческой легенды, роды и проблемы со связками... Мало кто верил, что второй альбом будет, и мало кто верил, что он будет столь же успешным, как и первый. t.A.T.u. справились. Оступившись во время первой попытки публичного возвращения на церемонии Муз-ТВ, они спустя несколько месяцев выдали столько хитов, что скептики были посрамлены. И The Best - это лучший памятник Самой Успешной Русской Группе Всех Времён и Народов.

## Список композиций
| #   | Track title                                                                 |      |
| --- | --------------------------------------------------------------------------- | ---- |
| 1.  | All About Us                                                                | 3:01 |
| 2.  | All The Things She Said                                                     | 3:32 |
| 3.  | Not Gonna Get Us                                                            | 4:20 |
| 4.  | How Soon Is Now?                                                            | 3:14 |
| 5.  | Loves Me Not                                                                | 2:54 |
| 6.  | Friend or Foe (Radio edit)                                                  | 3:06 |
| 7.  | Gomenasai                                                                   | 3:42 |
| 8.  | Null & Void (Previously unreleased, English edition of "Obez'yanka Nol")    | 4:25 |
| 9.  | Cosmos (Outer Space) (She Wants Revenge Remix)                              | 5:36 |
| 10. | Show Me Love (Radio edit)                                                   | 3:49 |
| 11. | Craving (I Only Want What I Can't Have) (Bollywood Mix)                     | 4:08 |
| 12. | Ne Ver, Ne Boisya, Ne Prosi (Не Верь, Не Бойся, Не Проси) (Eurovision 2003) | 3:02 |
| 13. | 30 Minutes                                                                  | 3:16 |
| 14. | Divine (Extended version)                                                   | 3:17 |
| 15. | Perfect Enemy                                                               | 4:09 |
| 16. | All The Things She Said (Dave Audé Remix Edit)                              | 5:15 |
| 17. | Lyudi Invalidy (Люди Инвалиды) (Russian Radio Remix)                        | 3:22 |
| 18. | Loves Me Not (Glam As You Mix Radio Edit)                                   | 3:11 |
| 19. | Nas Ne Dogonyat (Нас Не Догонят) (Not Gonna Get Us (Russian Version)        | 4:21 |
| 20. | Ya Soshla S Uma (Я Сошла С Ума) (All The Things She Said (Russian Version)  | 3:34 |

### Диск 2 (DVD)
| Live Performance at Glam As You в Париже, Франция            |
| ------------------------------------------------------------ |
| "Dangerous And Moving (Intro)"                               |
| "All About Us"                                               |
| "Not Gonna Get Us"                                           |
| "Obezyanka Nol (Обезьянка Ноль)"                             |
| "Loves Me Not"                                               |
| "All The Things She Said"                                    |
| Music Videos                                                 |
| "Gomenasai"                                                  |
| "Gomenasai" (Animated Version)                               |
| "How Soon Is Now?"                                           |
| "Lyudi Invalidy (Люди Инвалиды)"                             |
| "All About Us" (Explicit Version)                            |
| "All About Us" (Edited Version) (Не указан на обложке)       |
| "Friend or Foe" (Не указан на обложке)                       |
| Remix Videos                                                 |
| "All The Things She Said" (Hardrum Remix)                    |
| "Not Gonna Get Us" (Dave Audé's Velvet Dub)                  |
| "All About Us" (Dave Audé's Big Mixshow)                     |
| "Friend or Foe" (L.E.X. Massive Club Remix)                  |
| Making Of                                                    |
| "All About Us" Video                                         |
| "Friend or Foe" Video ft. Sting                              |
| Making of the song, "Gomenasai" featuring Richard Carpenter  |
| International TV spots                                       |
| * Япония, Германия, Франция, Тайвань, Великобритания, Россия |

## Позиции в чартах
| Чарт (2006)          | Пиковая позиция |
| -------------------- | --------------- |
| Taiwan Top 20 Weekly | 1               |
| Poland (ZPAV)        | 65              |
| Italy (FIMI)         | 88              |